# 愛知県立千種聾学校
愛知県立千種聾学校（あいちけんりつ ちくさろうがっこう）は、愛知県名古屋市千種区若水二丁目にある公立聾学校。

## 概要
愛知県立名古屋聾学校の幼稚部と小学部を分離・独立させたのが本校である。名古屋聾学校には現在、中学部と高等部が設置されている。

## 設置学部
- 幼稚部
- 小学部

## 歴史
- 1958年（昭和33年） - 名古屋聾学校の幼稚部と小学部を千種分校に移転。
- 1964年（昭和39年） - 千種分校が愛知県立千種聾学校として独立。

## 卒業後の進路
小学部卒業後、大抵は名古屋聾学校の中学部に進学するが、一般の中学校に進学する者もいる。

## アクセス
- 名古屋市営地下鉄東山線・桜通線 今池駅（または千種駅、池下駅）から名古屋市営バスで「東市民病院前」停留所下車。
- 名古屋市営地下鉄東山線 池下駅から徒歩で約20分。